# Exeed

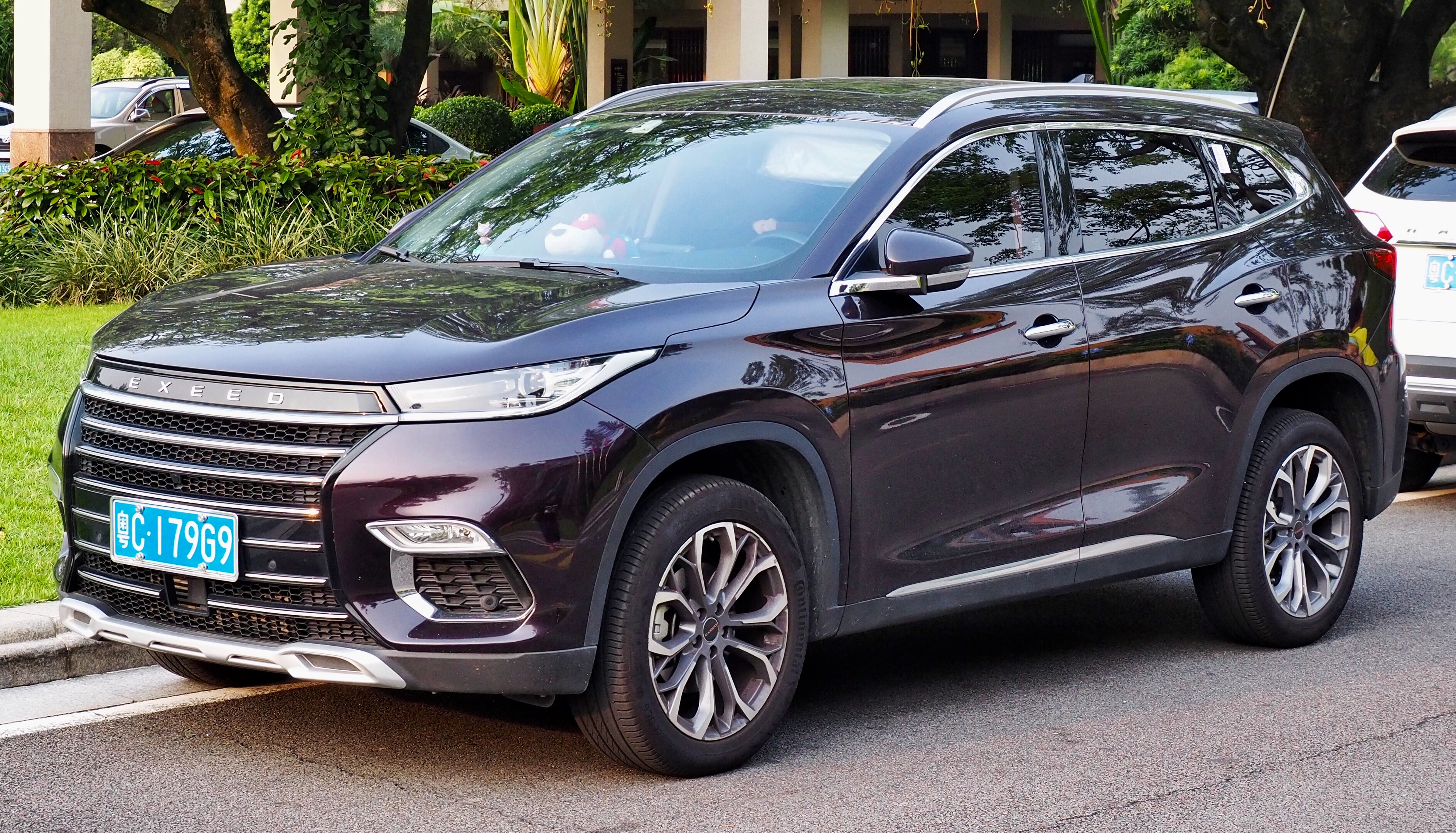
Exeed TXL (2019)

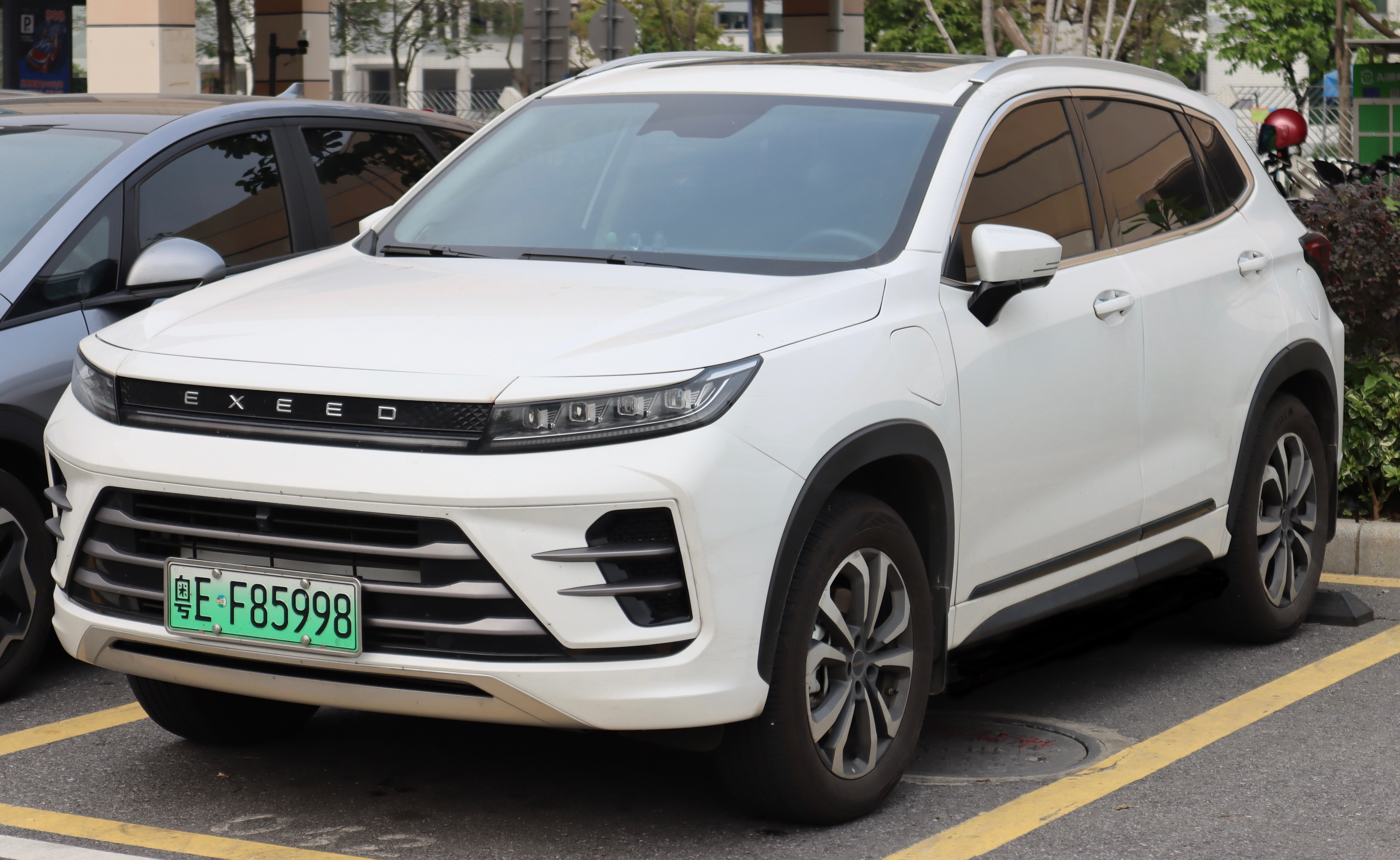
Exeed LX (2019)

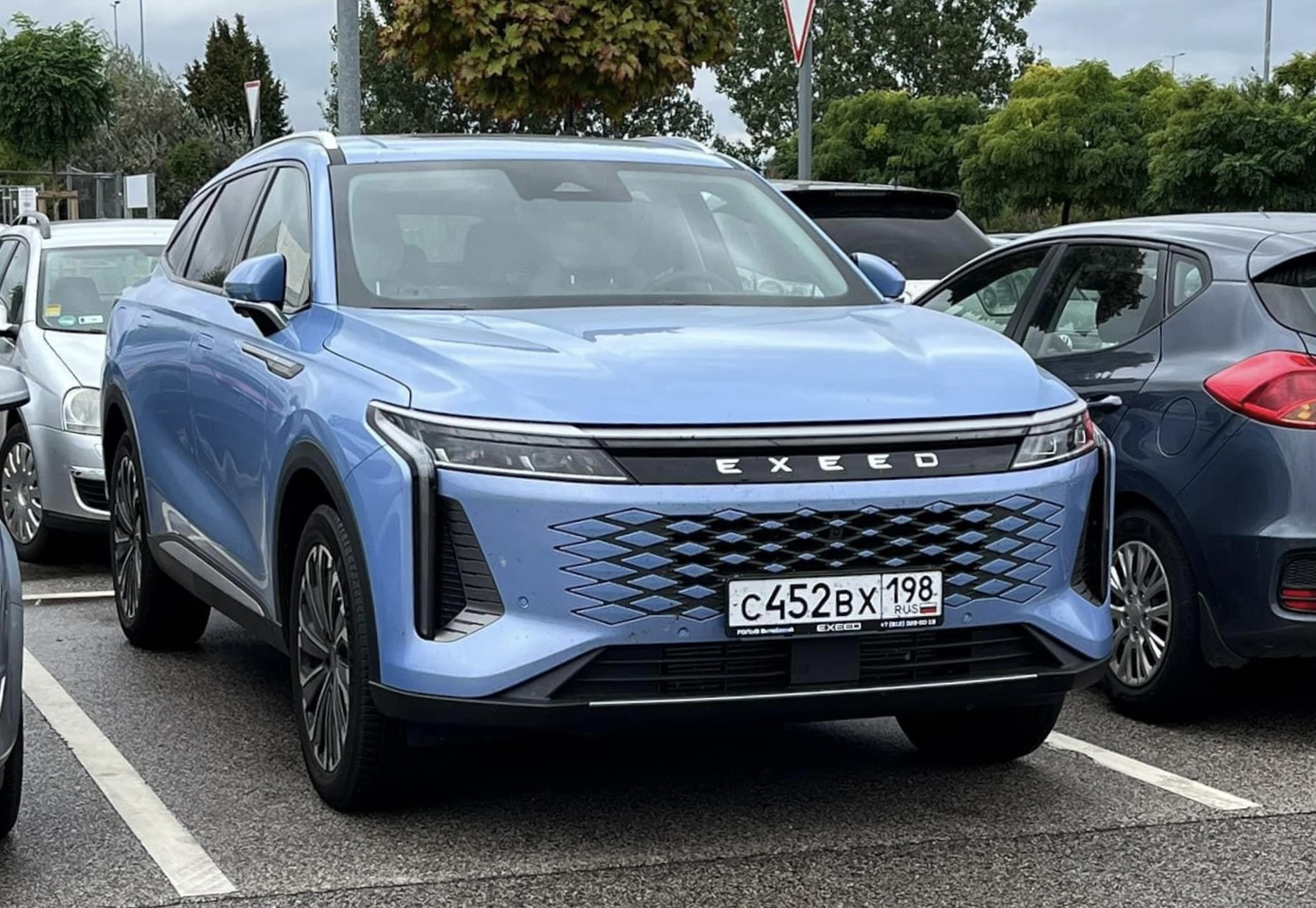
Exeed RX (2023)

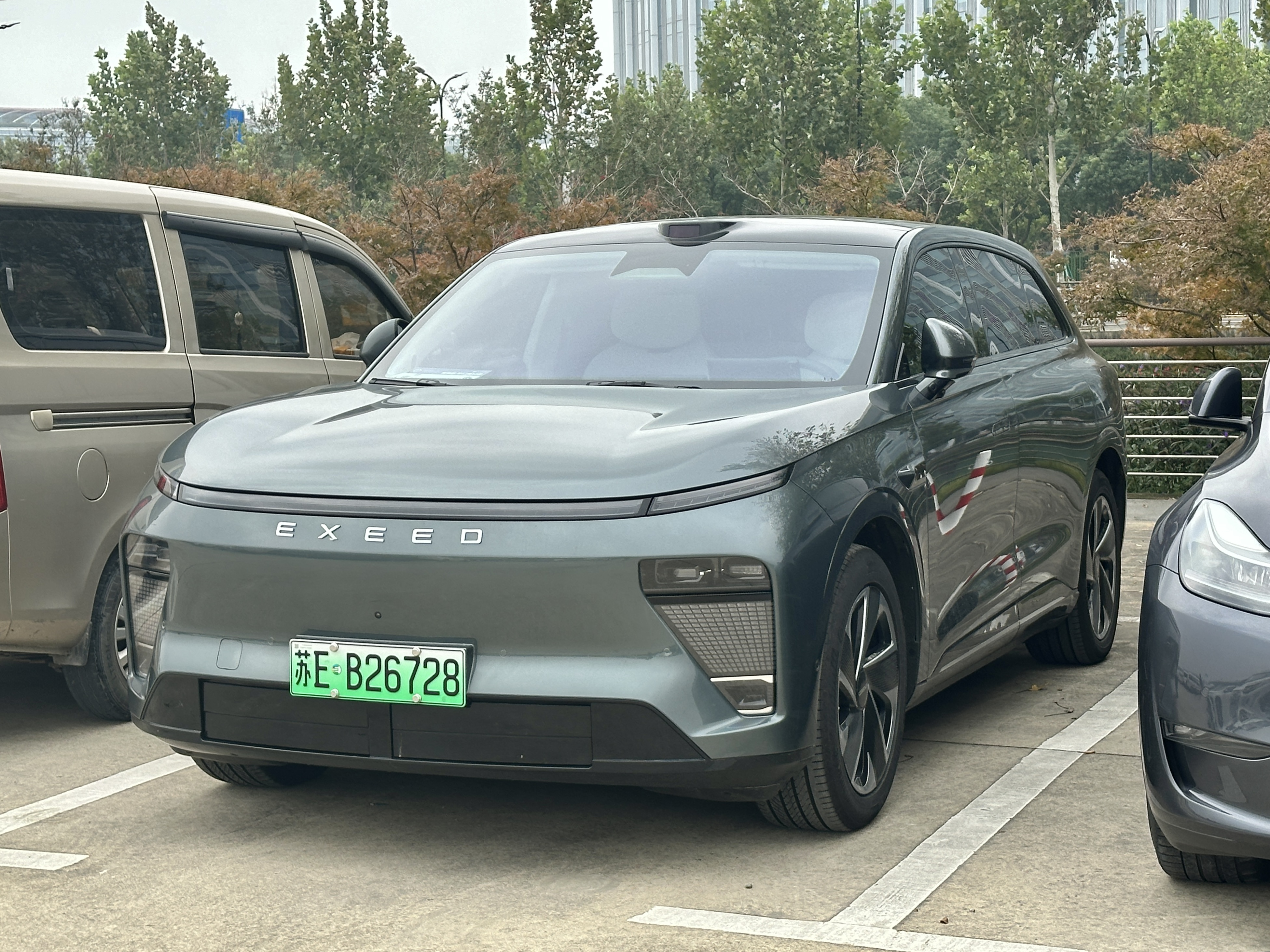
Exeed Sterra ET (2024)

Exeed (chiń. upr. 星途) – chiński producent samochodów osobowych, z siedzibą w Wuhu, działający od 2017 roku. Należy do chińskiego koncernu Chery Automobile.

## Historia

### Początki
We wrześniu 2017 Chery zapowiedziało wprowadzenie na rynek nowej marki samochodów utworzonej z myślą o rynkach eksportowych, prezentując przedprodukcyjnymodel SUV-a Exeed TX noszącego wówczas jeszcze logotypy macierzystej firmy. Kolejno w 2018 i 2019 roku Exeed przedstawiło kolejne dwa prototypy zwiastujące przyszłe portfolio powstającej marki, by w marcu 2019 oficjalnie zadebiutować na rynku z produkcyjną wariacją modelu Exeed TX. Jeszcze w tym samym roku ofertę Exeed poszerzył drugi model, kompaktowy Exeed LX, a z początkiem 2020 roku - flagowy Exeed VX.
W drugiej dekadzie XXI wieku Exeed przeszło do ekspansji na rynki zagraniczne, poza Chinami rozpoczynając sprzedaż w Rosji z końcem 2020 roku. W kolejnym roku pod marką "Vantas" modele EXT i VX miały trafić do sprzedaży za pomocą prywantego importera także w Stanach Zjednoczonych, jednak plany uniemożliwiło bankructwo tamtejszej firmy. W 2022 roku Exeed oficjalnymi kanałami poszerzyło z kolei zasięg rynkowy o kraje Bliskiego Wschodu poczynając od Zjednoczonych Emiratów Arabskich a także Ameryki Południowej poprzez Chile.

### Ekspansja
Drugą falę rozbudowy gamy Exeed zapoczątkowano w 2023 roku, kiedy to w styczniu zaprezentowano czwartego SUV-a w gamie pod postacią modelu Yaoguang, który na rynkach globalnych otrzymał nazwę Exeed RX. W tym samym roku Exeed rozbudowało swoją ofertę o linię pierwszych samochodów elektrycznych "Sterra". Oprócz SUV-a Sterra ET utworzył ją także pierwszy samochód nie będący SUV-em, lecz dużą limuzyną pod postacią modelu Sterra ES. Specjalnie w celu eksportu tych modeli na rynki globalne utworzono odrębną markę Exlantix w drugiej połowie 2024 roku.

## Modele samochodów

### Obecnie produkowane

#### SUV-y i crossovery
- LX
- TXL
- Sterra E05
- RX
- VX

#### Samochody elektryczne
- Sterra ES
- Sterra ET

### Historyczne
- TX (2019–2021)

### Studyjne
- Exeed TX Concept (2017)
- Exeed LX Concept (2018)
- Exeed VX Concept (2018)
- Exeed E-IUV (2019)
- Exeed Stellar (2021)
- Exeed AtlantiX (2022)
- Exeed E08 (2024)
- Exeed Tianji (2025)